# Kammgarnspinnerei Ignaz Schmieger

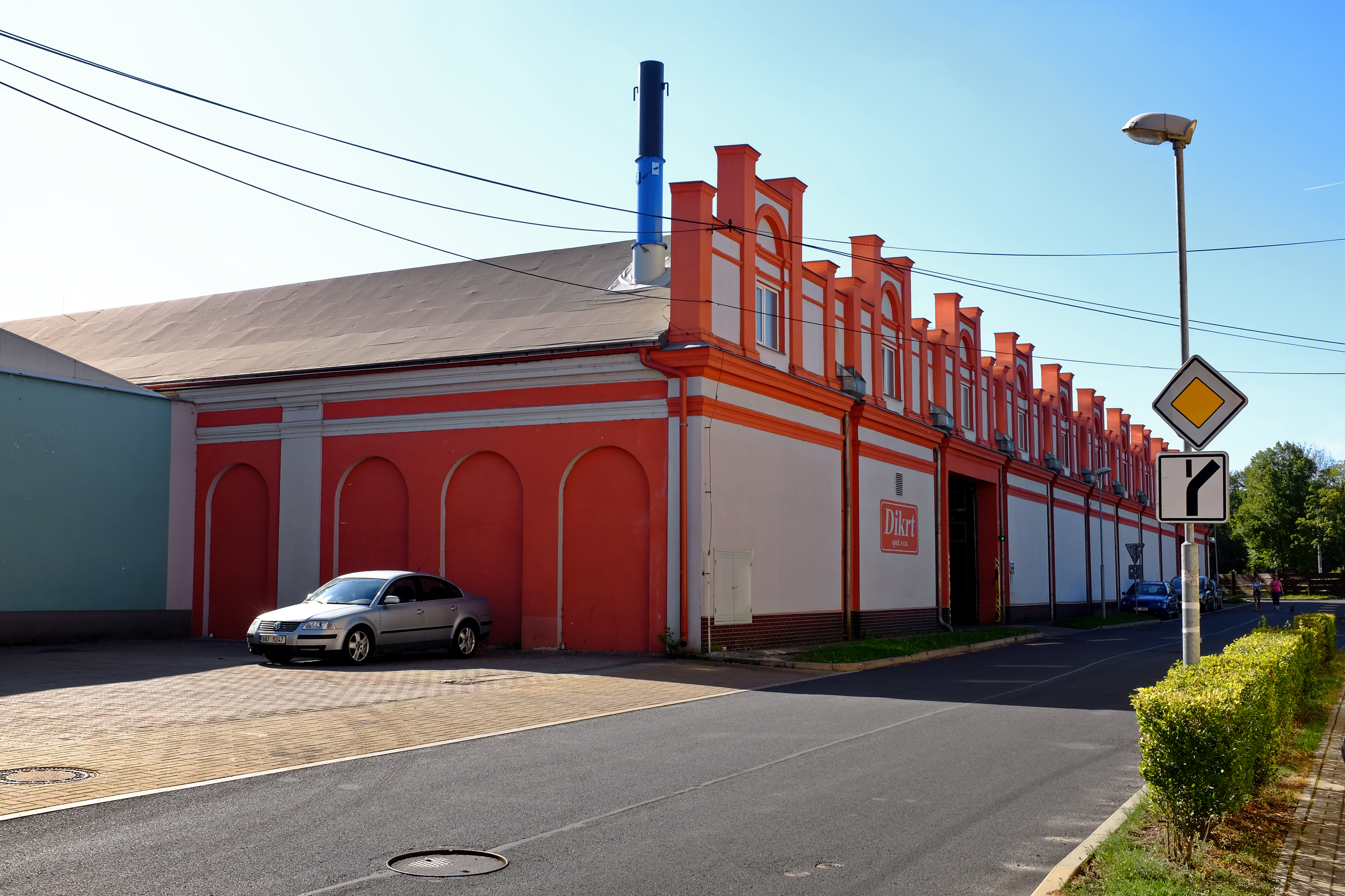
Ehemalige Werksgebäude, 2019

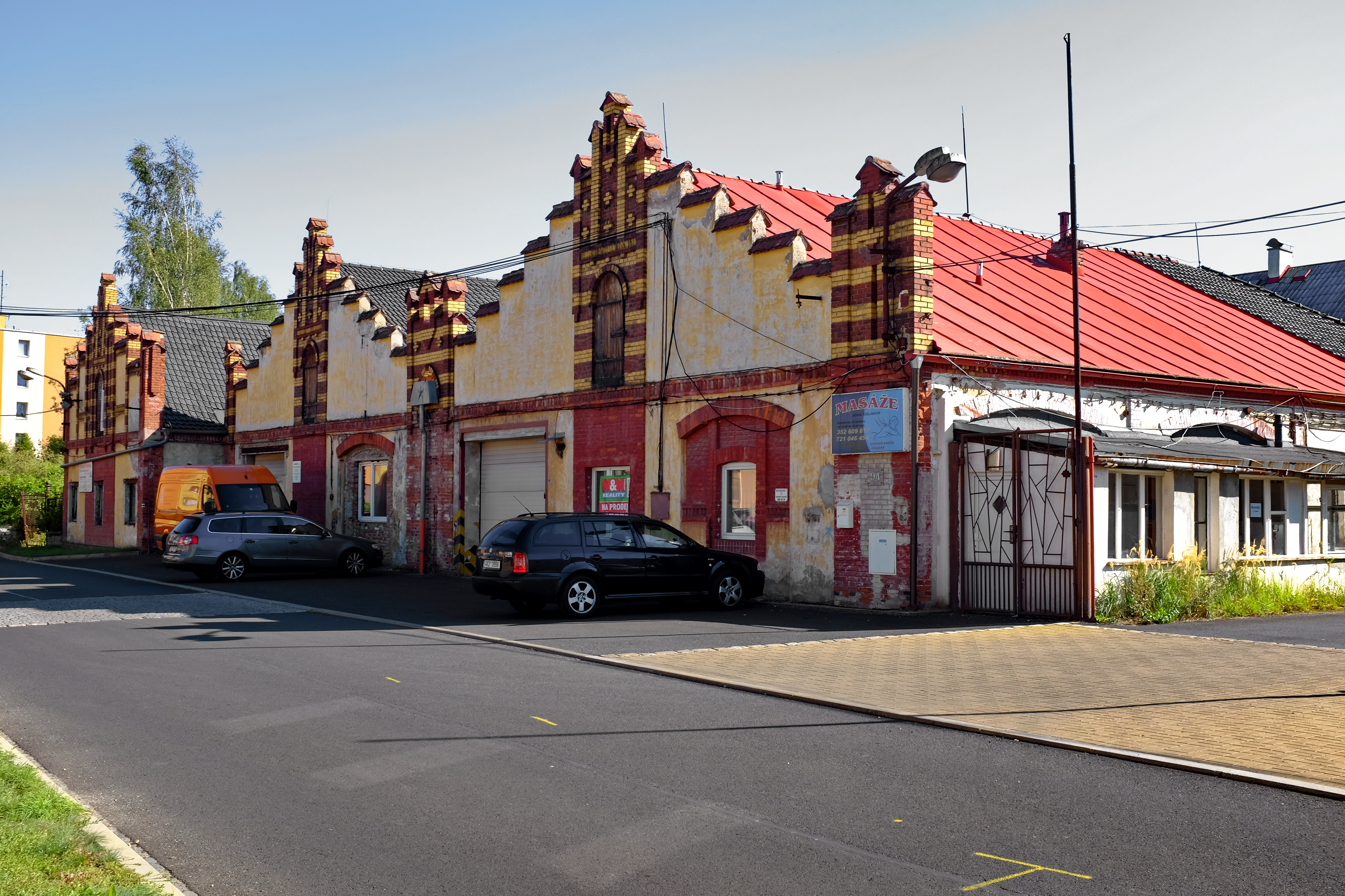
Ehemalige Werksgebäude, 2019

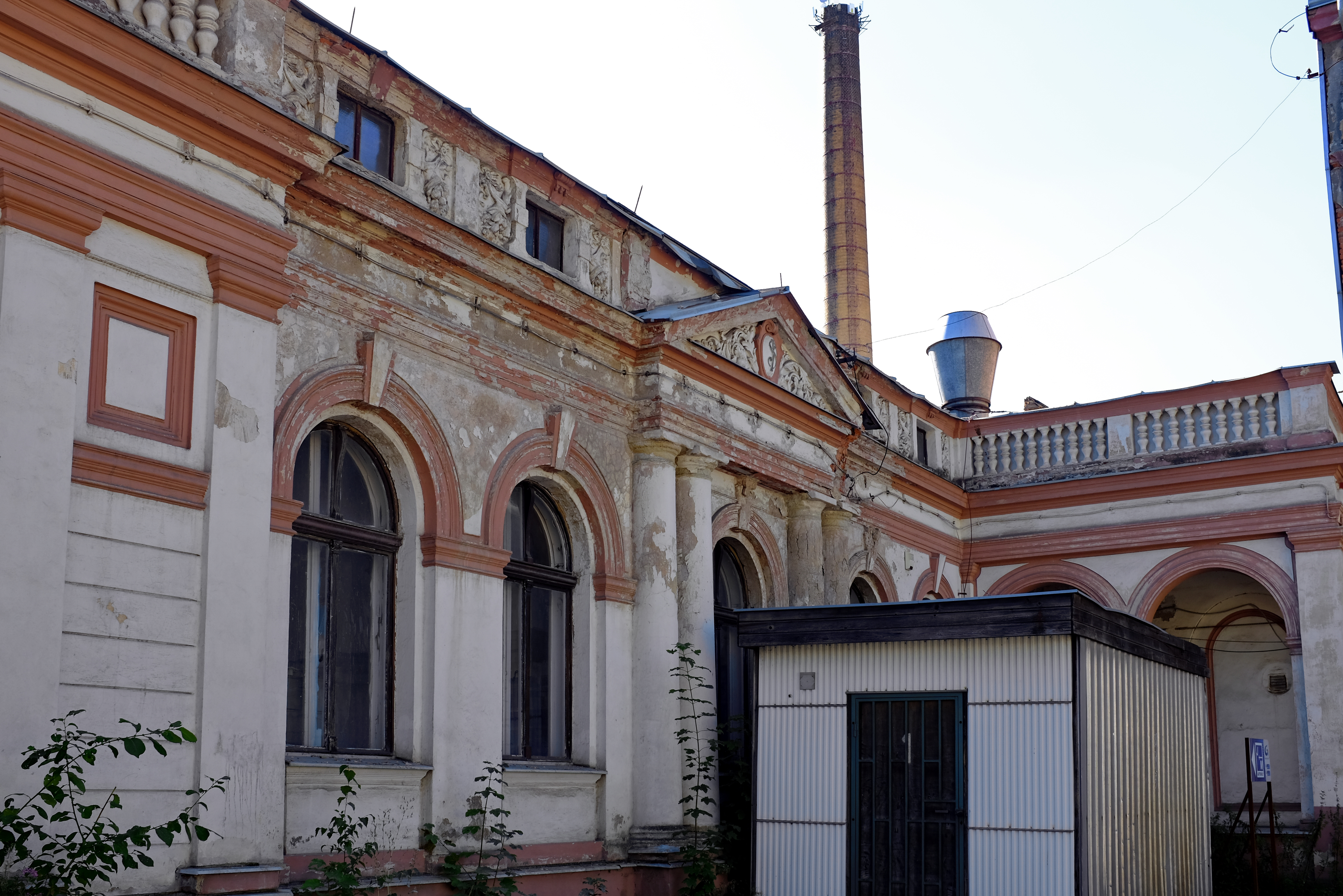
Ehemalige Werksgebäude, 2019

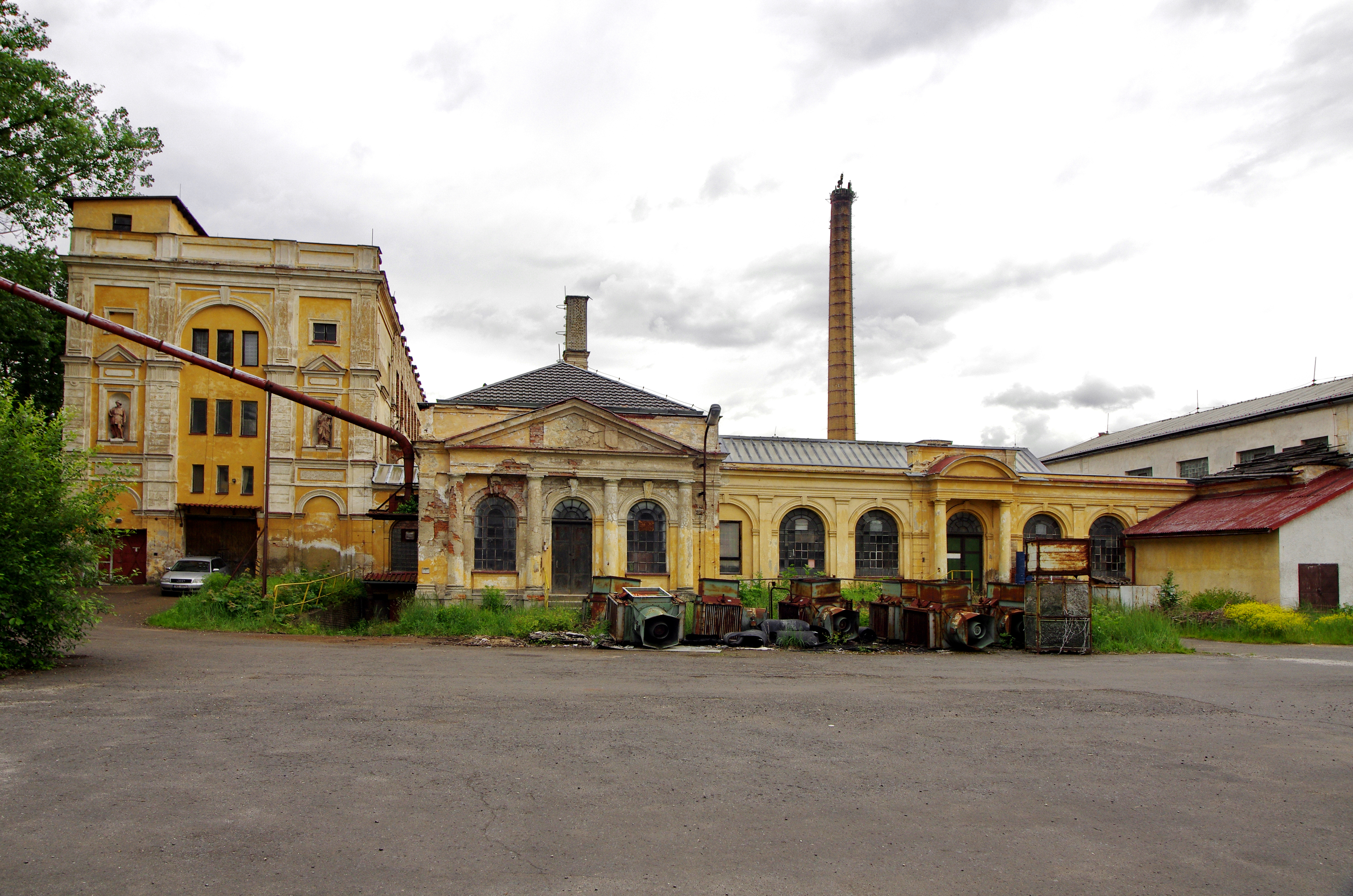
Ehemalige Werksgebäude, 2016

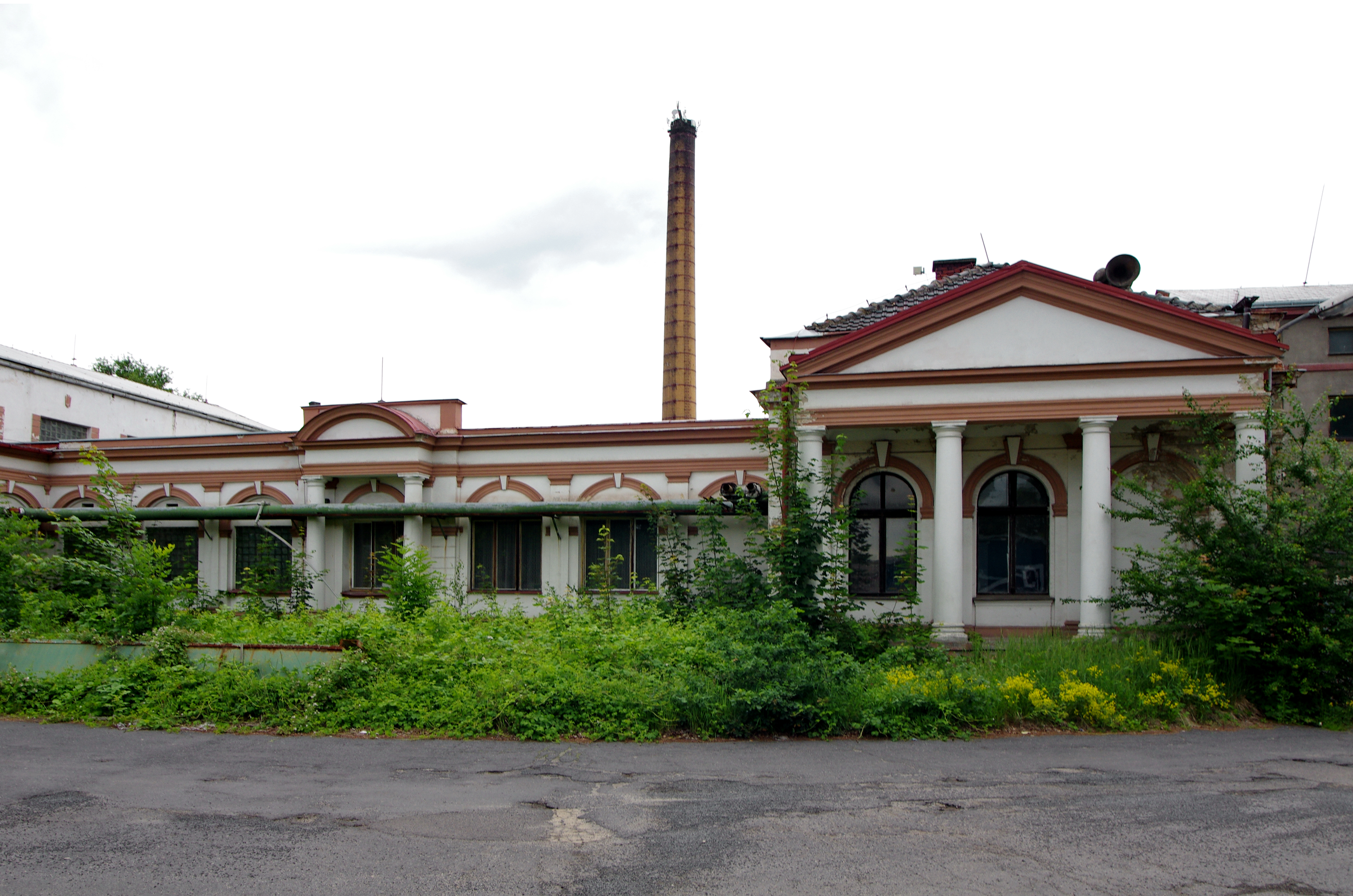
Ehemalige Werksgebäude, 2016

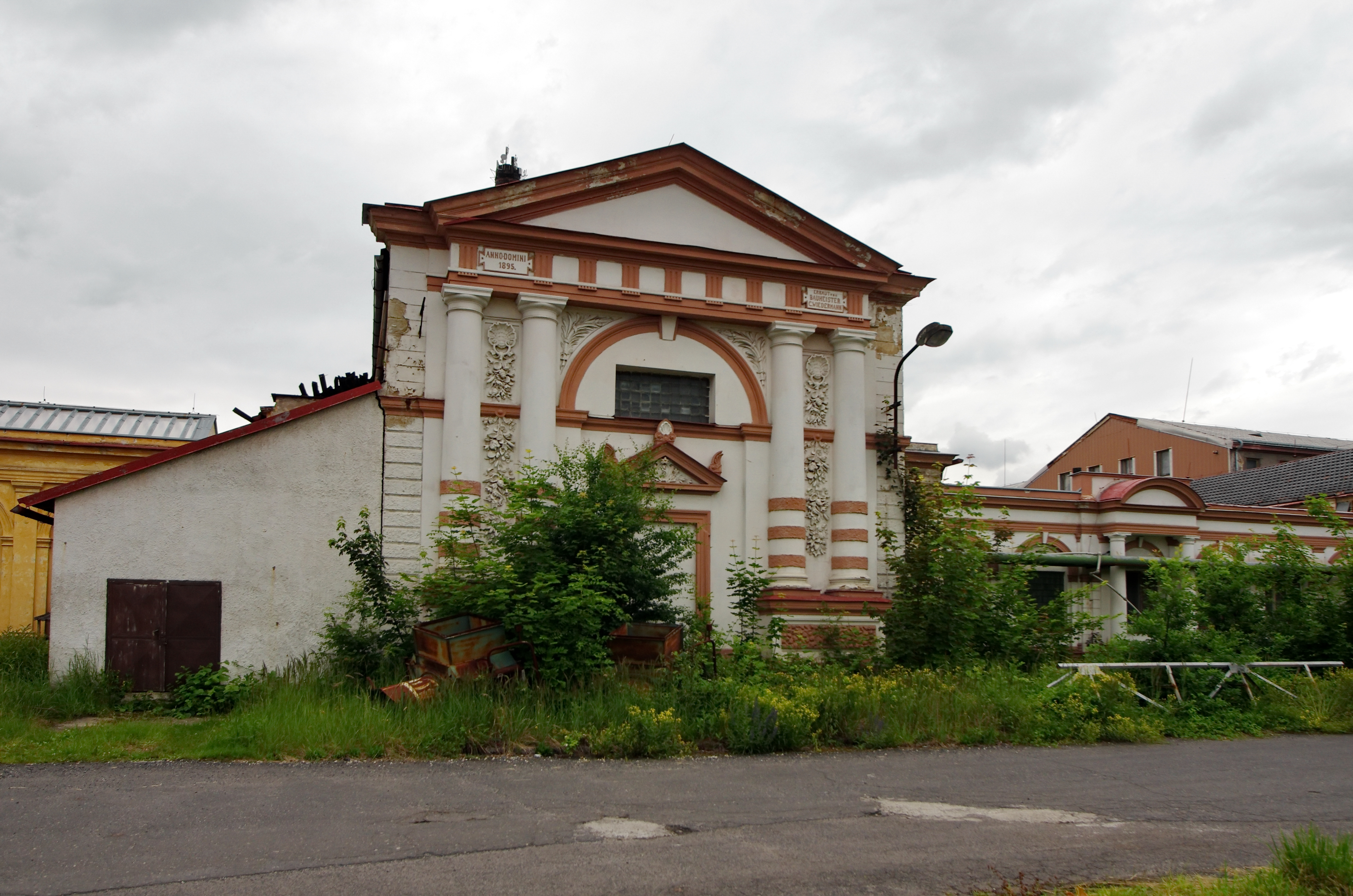
Ehemaliges Badehaus, 2016

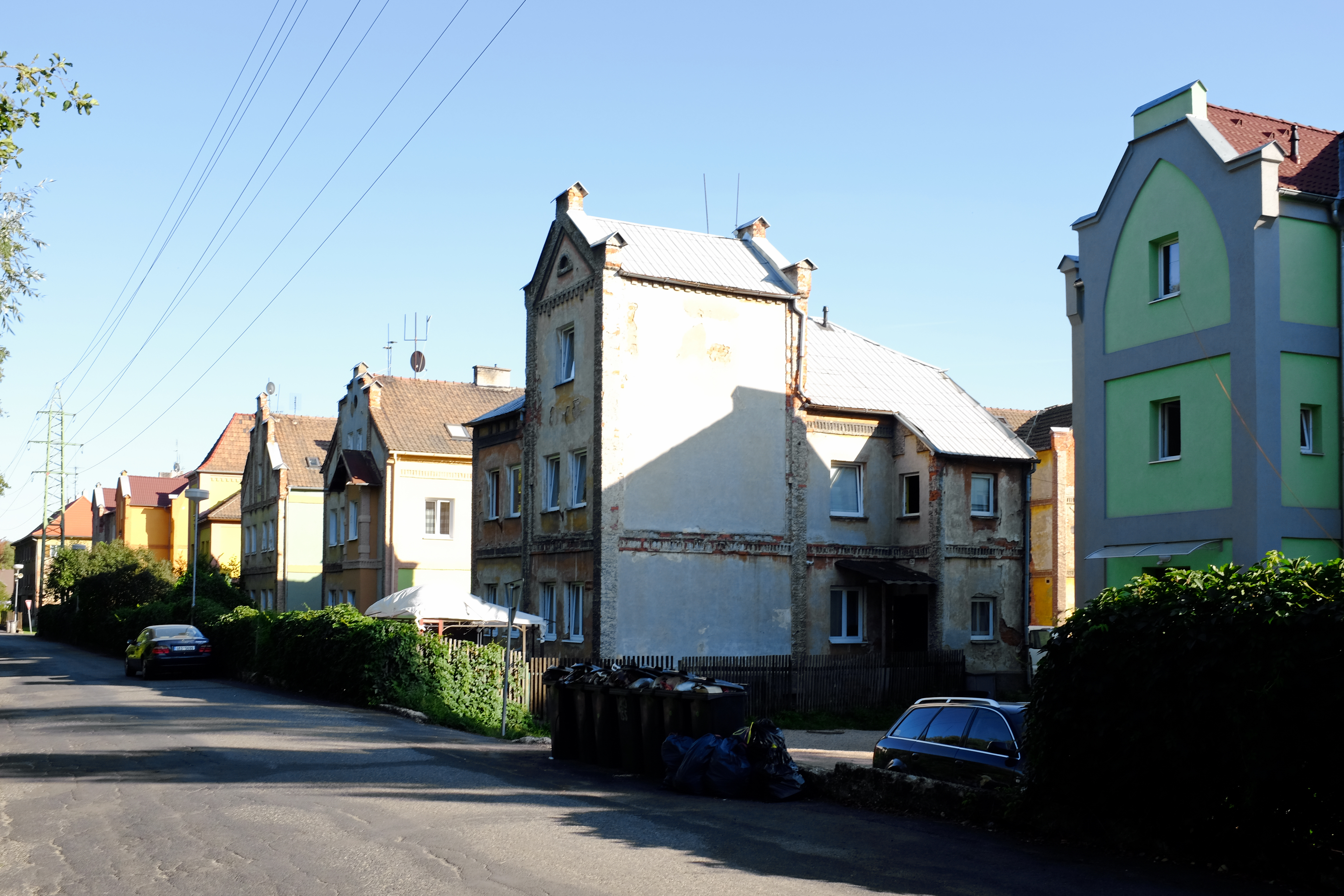
Ehemalige Schmieger-Kolonie, 2019

Die Kammgarnspinnerei Ignaz Schmieger (tschechisch Přádelna česané příze Ignaz Schmieger) war ein bedeutendes Unternehmen in der tschechischen Minderstadt Svatava (Zwodau).

## Lage
Das Areal der ehemaligen Spinnerei befindet sich ca. 500 m nordwestlich des Stadtzentrums von Svatava am linken Ufer des Flusses Svatava (Zwodau) zwischen den Straßen U Přádelny und Pobřežní. Durch das Gelände zieht sich ein Wassergraben, der oberhalb des Werkes am Svatava-Wehr aus dem Fluss abgeleitet wird.

## Geschichte
Im Jahre 1836 gründete der Unternehmer August Lotz aus Wildstein gegenüber von Davidsthal eine Baumwollspinnerei. Zum Antrieb der Maschinen nutzte er die Wasserkraft der Zwodau. 1856 kaufte der Schlaggenwalder Handwebermeister Ignaz Schmieger (1812–1887) das Unternehmen für 63.000 Gulden und baute es zur Streichgarnspinnerei um. Wenig später errichtete er eine mechanische Kammgarnspinnerei. Als Hindernis für einen kontinuierlichen Betrieb erwies sich die im Sommer mitunter unzureichende Wassermenge des Flusses. 1860 ließ Schmieger deshalb eine erste Ringhoffer-Dampfmaschine mit Kohlenfeuerung aufstellen.
1863 wurde das Werk durch einen Brand zerstört. Beim Wiederaufbau entstanden neue moderne Fabrikgebäude; der Betrieb wurde um eine Wollwäscherei und -kämmerei erweitert, die Streichgarnspinnerei gab Schmieger auf. Wegen der durch die Wollwäscherei insbesondere bei Niedrigwasser verursachten starken Verunreinigung der Zwodau musste sie wieder stillgelegt werden. 1864 hatte Schmieger 200 Beschäftigte. Im selben Jahre wurde eine zweite Dampfmaschine aufgestellt und damit die Wasserkraftnutzung zum Maschinenantrieb gänzlich ersetzt. Zur Beleuchtung seiner Fabrik nutzte Schmieger die in den Steinkohlengruben der Umgebung gebräuchlichen Öllampen. Da Zwodau über keine Kirche verfügte, sorgte Schmieger dafür, dass seine Beschäftigten die Messe in Lanz besuchen konnten. Schmiegers Söhne Franz Seraphin (1846–1904), Josef Anton (1853–1896) und Anton (1854–1903) stiegen in der nachfolgenden Zeit in das väterliche Unternehmen ein. Im Jahre 1873 richtete Ignaz Schmieger eine Betriebskrankenkasse ein. 1880 brannte die Kammgarnspinnerei erneut ab. Mit einer notdürftigen Instandsetzung der Maschinen wurde die Produktion zunächst wieder aufgenommen; nach einer grundlegenden Erneuerung der Maschinen und Anlagen unter Leitung von Josef Anton Schmieger stellte sich der wirtschaftliche Erfolg wieder ein. Dabei wurde die Produktionskapazität auf 5000 Spindeln erhöht. Im Jahre 1886 begann der Bau einer neuen Shedhalle.
Der Unternehmensgründer Ignaz Schmieger, der den Betrieb patriarchalisch geführt hatte, verstarb 1887. Die Leitung der Kammgarnspinnerei übernahm Josef Anton Schmieger; sein Bruder Franz Seraphin ging nach Wien, von wo aus er den Vertrieb leitete. Im Jahre 1892 war auch die zweite Bauphase der Shedhalle abgeschlossen; auf ihrer Fläche von 9000 m² waren 42 Spinnmaschinen aufgestellt, die von zwei Dampfmaschinen angetrieben wurden. Gegenüber der Hasplerei ließ Schmieder 1892 ein Restaurant errichten. Die Belegschaft war in diesem Jahr auf 450 Personen angewachsen. Ab 1891 entstanden gegenüber der Werkspforte Mietswohnhäuser für die Arbeiterfamilien. Die Pläne für die Arbeiterkolonie und die in dieser Zeit entstandenen neuen Werksgebäude stammen wahrscheinlich vom selben Baumeister; kennzeichnend ist die Fassadengliederung durch Klinkerabschnitte. Das 1895 errichtete Werksbad mit einem Schwimmbecken, Dampf-, Brause- und Wannenbädern und einem Speisesaal sowie das Übernachtungshaus für auswärtige Beschäftigte und das Ledigenwohnheim entwarf der Franzensbader Architekt Gustav Wiedermann; diese Gebäude weisen ornamentverzierte farbenfrohe Jugendstilfassaden auf. Durch die 1893 erfolgte Regulierung der Zwodau gewann das Unternehmen neue Flächen, auf denen eine weitere Shedhalle für eine Wäscherei und Kämmerei sowie Maschinenhaus mit Dampfmaschine und ein Kesselhaus angelegt wurden. Vom oberhalb des Werkes neu entstandenen Zwodauwehr wurde ein Aufschlaggraben für die neue Turbine ausgehoben. Das Werksgelände wurde mit Ziergehölzen verschönert. Im Jahre 1895 hatte das Unternehmen bereits 800 Mitarbeiter.
Nachdem Josef Anton Schmieger in der Nacht vom 1. zum 2. Juli 1896 in seinem Arbeitszimmer vom Nachtwächter des Unternehmens nach einem Streit durch einen Schuss aus der Dienstpistole ermordet worden war, kehrte Franz Seraphin Schmieger aus Wien nach Zwodau zurück und übernahm zusammen mit seinem Bruder Anton die Leitung des Unternehmens. In dieser Zeit entstanden auf der anderen Seite der Zwodau neben Davidsthal zwischen der Eisenbahn und dem Fluss eine weitere Arbeiterkolonie sowie auf dem Werksgelände – neben dem Wohnhaus der Familie Schmieger – ein Elektrizitätswerk mit Turbogenerator, das nicht nur das Unternehmen, sondern auch die Arbeiterkolonien mit Strom versorgte. Für die Belegschaft bestanden zu Beginn des 20. Jahrhunderts zwei Arbeiterkolonien, ein Badehaus mit Schwimmbad, ein Speisehaus, Ledigenschlafsäle, eine Vorschusskasse, eine Betriebskrankenkasse und ein Altersversorgungsfonds.
Franz Seraphin Schmieger verstarb 1904 als letzter der drei Schmieger-Brüder; Erbin des Unternehmens wurde seine Witwe Caroline, geborene Richter und deren Kinder. Zunächst übernahmen die Prokuristen Philipp Schmaus und Karl Klug kurzzeitig die Leitung des Unternehmens, danach übernahm Franz Schmiegers Schwager Josef Richter die Unternehmensleitung. Er wandelte im Jahre 1908 das Unternehmen in eine Aktiengesellschaft um. 1912 arbeiteten in der Wollkämmerei und -spinnerei 1100 Personen. Unter Richter kam es wegen niedriger Löhne und langer Arbeitszeiten zu mehreren Streiks. Er ließ in dieser Zeit eine dritte Arbeiterkolonie anlegen. Während des Ersten Weltkrieges sank die Zahl der Beschäftigten auf 570. Wegen des Mangels an Rohwolle musste 1917 die Spinnereiproduktion zeitweilig auf die Herstellung von Papierschnüren umgestellt werden. Nach dem Kriegsende zerfiel der Vielvölkerstaat Österreich-Ungarn, das Unternehmen wurde 1918 Teil der neu gebildeten Tschechoslowakischen Republik. Wegen des gegenüber den Montanunternehmen des Falkenauer Beckens deutlich geringeren Lohnniveaus konnten kaum neue Beschäftigte geworben werden. Im Jahre 1922 erwarben die Böhmische Unionbank und das Unternehmen Liebieg & Comp. Aktien der Kammgarnspinnerei Ignaz Schmieger AG im Wert von 12 Mill. Tschechoslowakischen Kronen; damit wurde die Kammgarnspinnerei Teil des Liebieg-Mautner-Konzerns. Das Grundkapital lag zu der Zeit bei 15 Mill. Kronen. Der 1923 einsetzende Aufschwung auf dem Wollmarkt führte wieder zum Anstieg der Belegschaft. Mitte der 1920er Jahre hatte die Kammgarnspinnerei Ignaz Schmieger AG 800 Beschäftigte, 1930 waren es bereits 1504. 1931 erfolgte eine Kapitalerhöhung auf 24 Mill. Kronen.
Nach dem Münchner Abkommen wurde das Gebiet 1938 dem Deutschen Reich zugeschlagen. Das Grundkapital wurde 1940 nach der Reichsmarkeröffnungsbilanz zum 1. Januar 1939 auf 4,5 Mill. Reichsmark umgestellt und im selben Jahr durch Einziehung von Aktien auf 3,6 Mill. Reichsmark herabgesetzt. Ab 1939 wurde die herkömmliche Produktion für die Herstellung von Kriegsmaterial reduziert und in einem Teil der Betriebsgebäude ein Zweigwerk der Siemens & Halske-Tochtergesellschaft Luftfahrtgerätewerk Hakenfelde GmbH für Flugzeugteile eingerichtet. Für die Rüstungsproduktion entstand 1943 auf den Auerleiten ein KZ-Außenlager für Frauen. Nach dem Handbuch der Aktiengesellschaften von 1943 war die Kammgarnspinnerei Ignaz Schmieger AG mit einem Aktienkapital von jeweils 50.000 Reichsmark an der Thüringischen Zellwolle AG in Schwarza und der Wolle und Tierhaare AG in Berlin beteiligt. Haupterzeugnisse waren zu dieser Zeit rohweiße Web- und Strickgarne.
Nach dem Ende des Zweiten Weltkrieges wurde das Unternehmen 1945 als deutsches Eigentum verstaatlicht. Es erfolgte eine Wiederaufnahme der Textilproduktion; auf Grund der Vertreibung der Deutschen verlor das Unternehmen einen Teil seiner Arbeiter. Eine stabile Produktion wurde erst 1948 erreicht. Nach dem Februarumsturz von 1948 erfolgte die Eingliederung des Unternehmens als Werk Svatava in den neuen volkseigenen Betrieb Nejdecké česárny vlny n.p. (ehemals Neudeker Wollkämmerei und Kammgarnspinnerei AG). Dieses später unter dem Namen n.p. Vlnap firmierende Unternehmen wurde nach der Samtenen Revolution zur Vlnap a.s., Nejdek privatisiert. Wegen der rückläufigen Nachfrage an Wollgarnen machte sich eine Umstrukturierung der Vlnap a.s. erforderlich. Von den ursprünglich sieben Werken der Vlnap a.s. produzierten zu Beginn des Jahres 1999 nur noch die Werke Nejdek und Svatava. Im April 1999 wurde auch das Werk Svatava stillgelegt. Einige der Gebäude konnten einer neuen Nutzung durch verschiedene Kleinunternehmen zugeführt werden; die übrigen sind dem Verfall überlassen.